# Ḩasan Kandī
Ḩasan Kandī (persiska: حسن کندی, Ḩasan Kandī Rūd) är en ort i Iran.   Den ligger i provinsen Östazarbaijan, i den nordvästra delen av landet, 400 km nordväst om huvudstaden Teheran. Ḩasan Kandī ligger 1 784 meter över havet och antalet invånare är 883.
Terrängen runt Ḩasan Kandī är kuperad åt sydväst, men åt nordost är den platt. Runt Ḩasan Kandī är det ganska glesbefolkat, med 31 invånare per kvadratkilometer. Närmaste större samhälle är Hashtrūd, 16,9 km väster om Ḩasan Kandī. Trakten runt Ḩasan Kandī består i huvudsak av gräsmarker.